# Campeonato Mundial de Atletismo de 2015 - Arremesso de peso masculino
A prova do arremesso de peso masculino do Campeonato Mundial de Atletismo de 2015 foi disputada dia 23 de agosto no Estádio Nacional de Pequim, em Pequim.

## Recordes
Antes desta competição, os recordes mundiais e do campeonato nesta prova eram os seguintes:
| Tipo                  | Atleta         | Distância | Local    | Data                 | Ref |
| --------------------- | -------------- | --------- | -------- | -------------------- | --- |
|                       | Randy Barnes   | 23,12     | Westwood | 20 de maio de 1990   | ver |
| Recorde do campeonato | Werner Günthör | 22,23     | Roma     | 29 de agosto de 1987 | ver |

## Medalhas
| Ouro             | Prata             | Bronze                 |
| Joe Kovacs (EUA) | David Storl (GER) | O'Dayne Richards (JAM) |

## Cronograma
Todos os horários são locais (UTC+8).
| Data         | Hora  | Evento        |
| ------------ | ----- | ------------- |
| 23 de agosto | 10:05 | Eliminatórias |
| 23 de agosto | 19:30 | Final         |

## Resultados

### Eliminatórias
Qualificação: 20,65 m (Q) e pelo menos 12 melhores (q) avançam para a final.
| Colocação | Grupo | Atleta             | Nacionalidade        | #1    | #2    | #3    | Marca | Notas |
| --------- | ----- | ------------------ | -------------------- | ----- | ----- | ----- | ----- | ----- |
| 1         | A     | Joe Kovacs         | Estados Unidos       | 20.28 | 21.36 |       | 21.36 | Q     |
| 2         | B     | David Storl        | Alemanha             | 21.26 |       |       | 21.26 | Q     |
| 3         | A     | Reese Hoffa        | Estados Unidos       | 20.75 |       |       | 20.75 | Q     |
| 4         | B     | Germán Lauro       | Argentina            | 20.64 | x     |       | 20.64 | q     |
| 5         | B     | Christian Cantwell | Estados Unidos       | 19.61 | x     | 20.63 | 20.63 | q     |
| 6         | B     | O'Dayne Richards   | Jamaica              | 20.55 | 20.01 | x     | 20.55 | q     |
| 7         | A     | Tomas Walsh        | Nova Zelândia        | x     | 20.49 | 20.31 | 20.49 | q     |
| 8         | A     | Inderjeet Singh    | Índia                | 19.15 | x     | 20.47 | 20.47 | q     |
| 9         | A     | Asmir Kolašinac    | Sérvia               | 19.35 | 20.37 | 20.22 | 20.37 | q     |
| 10        | A     | Tomasz Majewski    | Polónia              | 20.13 | 20.11 | 20.34 | 20.34 | q     |
| 11        | A     | Jan Marcell        | Chéquia              | 20.32 | 19.47 | x     | 20.32 | q     |
| 12        | B     | Jacko Gill         | Nova Zelândia        | 19.93 | 19.94 | 19.79 | 19.94 | q     |
| 13        | B     | Jordan Clarke      | Estados Unidos       | 19.29 | 19.88 | 19.89 | 19.89 |       |
| 14        | A     | Bob Bertemes       | Luxemburgo           | 19.87 | 19.60 | 19.64 | 19.87 | NR    |
| 15        | A     | Darlan Romani      | Brasil               | 19.86 | 19.06 | 19.41 | 19.86 |       |
| 16        | A     | Aleksandr Lesnoy   | Rússia               | 19.29 | 19.78 | x     | 19.78 |       |
| 17        | B     | Andrei Gag         | Roménia              | x     | 19.74 | x     | 19.74 |       |
| 18        | A     | Mostafa Amr Hassan | Egito                | 18.97 | 19.42 | 19.65 | 19.65 |       |
| 19        | B     | Tomáš Staněk       | Chéquia              | 19.64 | 19.05 | x     | 19.64 |       |
| 20        | B     | Tim Nedow          | Canadá               | 19.41 | x     | 19.63 | 19.63 |       |
| 21        | B     | Franck Elemba      | República do Congo   | 18.59 | 19.40 | 19.28 | 19.40 |       |
| 22        | B     | Maksim Sidorov     | Rússia               | x     | 19.35 | 19.28 | 19.35 |       |
| 23        | B     | Marin Premeru      | Croácia              | x     | 19.33 | x     | 19.33 |       |
| 24        | A     | Borja Vivas        | Espanha              | 18.88 | 19.19 | 19.28 | 19.28 |       |
| 25        | A     | Jaco Engelbrecht   | África do Sul        | 19.04 | x     | x     | 19.04 |       |
| 26        | A     | Tsanko Arnaudov    | Portugal             | 18.01 | 18.85 | x     | 18.85 |       |
| 27        | B     | Orazio Cremona     | África do Sul        | x     | 18.63 | x     | 18.63 |       |
| 28        | B     | Hamza Alić         | Bósnia e Herzegovina | x     | 18.62 | x     | 18.62 |       |
| 29        | B     | Konrad Bukowiecki  | Polónia              | x     | x     | x     | NM    |       |
| 29        | B     | Georgi Ivanov      | Bulgária             | x     | x     | x     | NM    |       |
| 29        | A     | Kemal Mešić        | Bósnia e Herzegovina |       |       |       | DNS   |       |

### Final
A final ocorreu às 19:30.
| Colocação         | Atleta             | Nacionalidade  | # 1   | # 2   | # 3   | # 4   | # 5   | # 6   | Marca | Notas |
| ----------------- | ------------------ | -------------- | ----- | ----- | ----- | ----- | ----- | ----- | ----- | ----- |
| Medalha de ouro   | Joe Kovacs         | Estados Unidos | 21.23 | 20.48 | x     | 21.67 | 21.93 | 21.66 | 21.93 |       |
| Medalha de prata  | David Storl        | Alemanha       | x     | 21.46 | x     | 20.44 | 21.74 | 21.28 | 21.74 |       |
| Medalha de bronze | O'Dayne Richards   | Jamaica        | x     | 20.79 | 21.69 | x     | 20.54 | x     | 21.69 | NR    |
| 4                 | Tomas Walsh        | Nova Zelândia  | 20.05 | x     | 20.64 | 21.58 | 21.01 | x     | 21.58 | OC    |
| 5                 | Reese Hoffa        | Estados Unidos | 20.61 | 20.72 | x     | 20.31 | 21.00 | x     | 21.00 |       |
| 6                 | Tomasz Majewski    | Polônia        | 20.57 | 20.82 | 20.17 | 20.59 | 20.50 | x     | 20.82 | SB    |
| 7                 | Asmir Kolašinac    | Sérvia         | x     | 20.11 | 20.36 | x     | x     | 20.71 | 20.71 |       |
| 8                 | Jacko Gill         | Nova Zelândia  | 19.99 | 20.11 | 19.54 | 19.44 | 19.54 | 19.49 | 20.11 |       |
| 9                 | Germán Lauro       | Argentina      | 19.70 | x     | x     |       |       |       | 19.70 |       |
| 10                | Jan Marcell        | Chéquia        | x     | 19.00 | 19.69 |       |       |       | 19.69 |       |
| 11                | Inderjeet Singh    | Índia          | 19.52 | x     | 18.68 |       |       |       | 19.52 |       |
| 12                | Christian Cantwell | Estados Unidos |       |       |       |       |       |       | DNS   |       |

Legenda
| Recorde mundial       | Recorde mundial (World record)               |                       | Recorde africano                      | Recorde africano (African) |                                           | Q | Classificado por posição (Qualified) |
| Recorde do campeonato | Recorde do campeonato (Championship record)  | Recorde da América    | Recorde da América (Americas)         | q                          | Classificado por melhor tempo (Qualified) |   |                                      |
| Melhor marca do ano   | Melhor marca do ano (World leading)          | Recorde asiático      | Recorde asiático (Asian)              | DNS                        | Não largou (Did not start)                |   |                                      |
| Recorde nacional      | Recorde nacional (National record)           | Recorde europeu       | Recorde europeu (European)            | DNF                        | Não terminou (Did not finish)             |   |                                      |
| Recorde pessoal       | Recorde pessoal do atleta (Personal best)    | Recorde da Oceania    | Recorde da Oceania (Oceania)          | DSQ / DQ                   | Desclassificado (Disqualified)            |   |                                      |
| Recorde da temporada  | Recorde da temporada do atleta (Season best) | Recorde sul-americano | Recorde sul-americano (South America) | NM                         | Sem marca (No mark)                       |   |                                      |